# Квальо, Лоренцо
Лоренц Квальо, Лоренцо Квальо Второй или Младший (нем. Lorenz, Lorenzo Quaglio II oder Lorenzo der Jüngere; 19 декабря 1793, Мюнхен — 15 марта 1869, там же) — немецкий художник итальянского происхождения: живописец, литограф, пейзажист и художник бытового жанра в стиле немецкого бидермайера. Представитель большой семьи художников из Ломбардии.

## Биография
Лоренцо Квальо родился в семье живописца и архитектора Джузеппе Квальо (1747—1828), где было одиннадцать детей. Он был одним из потомственных художников родом из селения Лаино, расположенного между озером Комо и озером Лугано (Ломбардия). Его отец в 1771 году уехал в Германию, поступил на службу ко двору курфюрста Карла Теодора Баварского, работал в оперном театре в Мангейме. В 1778 году переехал в Мюнхен, где и родился Лоренцо.
Лоренцо Квальо учился рисунку и живописи у отца Джузеппе Квальо и его брата Анджело Квальо Старшего. Затем, с 1809 года продолжил обучение в Мюнхенской академии изобразительных искусств у Андреаса Зайдля. До 1812 года служил придворным декоратором Баварского курфюршества и национального театра в Мюнхене. Часто путешествовал по Баварским и Тирольским Альпам, по берегам Рейна, в Северную Германию, Австрию и Швейцарию.
В 1812 году Лоренцо Квальо опубликовал свою первую литографию с видами природы. В 1820 году занялся изучением баварского народного костюма. После 1834 года под руководством брата Доменико принял участие в росписи замка Хоэншвангау Максимилиана II Баварского по эскизам Морица фон Швинда и Кристиана Рубена, работал в замке над украшением «Зала Рыцаря-Лебедя».
В 1815 году была создана литографическая серия «Уроки в рисовании фигур» (Unterricht in der Figuren-Zeichnung), содержащая 25 листов с учебными образцами рисунков головы, носа, глаз, рта и различных частей тела. Лоренцо Квальо выполнил много литографских копий с картин собрания Галереи старых мастеров в Дрездене для издания, предпринятого Гонфштенглем. Он также включил воспроизведения известных картин из мюнхенских коллекций в первый том «Зала королевской баварской живописи в Мюнхене и Шлайсхайме» (Königlich Bairischen Gemälde-saals zu München und Schleißheim), изданного в 1817 году. Около 1820 года он создал две книжки «Этюды с натуры для пейзажной постановки» (Studien nach der Natur zur Landschaft-Staffirung), в которые поместил литографии, изображающие народные типы из различных районов предгорий Альп.
Лоренцо Квальо считают пристальным наблюдателем жизни крестьян Верхней Баварии низшего и среднего класса, которую он зафиксировал в своих исследованиях и объединил в жанровые сцены в тщательно проработанных акварелях и картинах маслом небольшого формата, которые сегодня дают яркое впечатление о фольклорных традициях и, не в последнюю очередь, об идеологии и эстетике периода бидермайера в немецко-австрийском искусстве. Лоренцо Квальо скончался в Мюнхене и похоронен на Южном кладбище.
Коллекции произведений художника находятся в Государственном графическом собрании в Мюнхене и в Муниципальной галерее в Ленбаххаусе в Мюнхене.

## Галерея

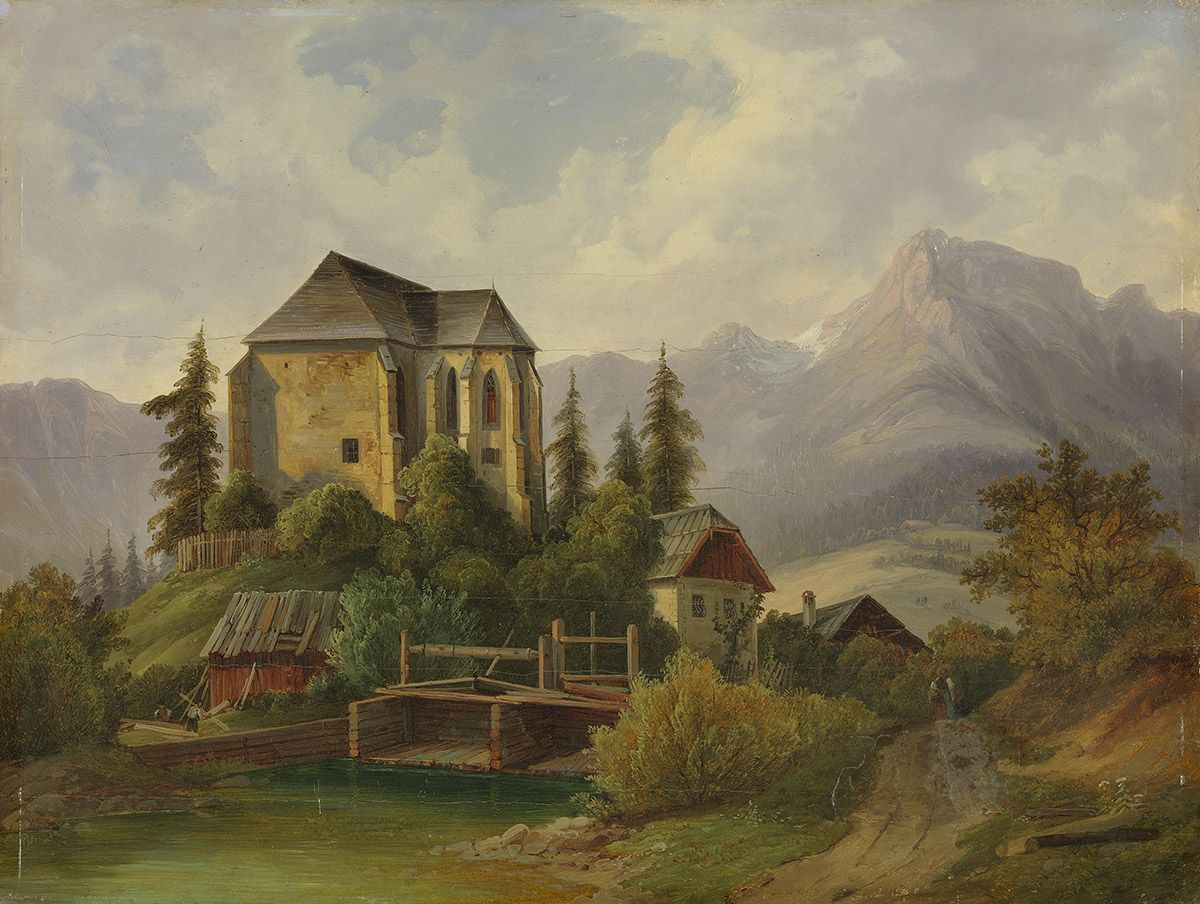
Альпийский пейзаж с готической капеллой. Между 1830 и 1840. Дерево, масло. Новая пинакотека, Мюнхен
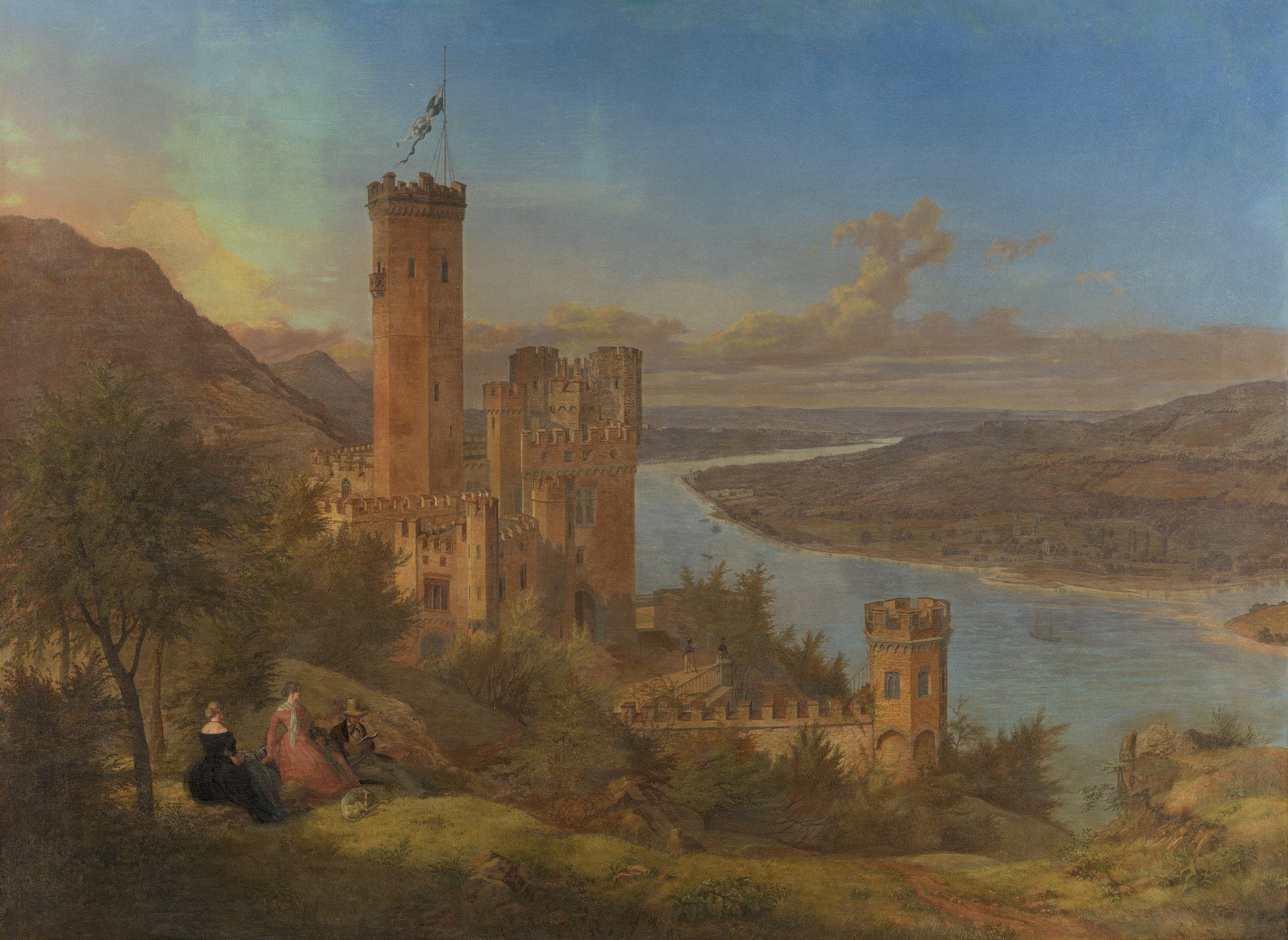
Замок Штольценфельс на Рейне. Между 1842 и 1843. Холст, масло. Королевская коллекция, Великобритания
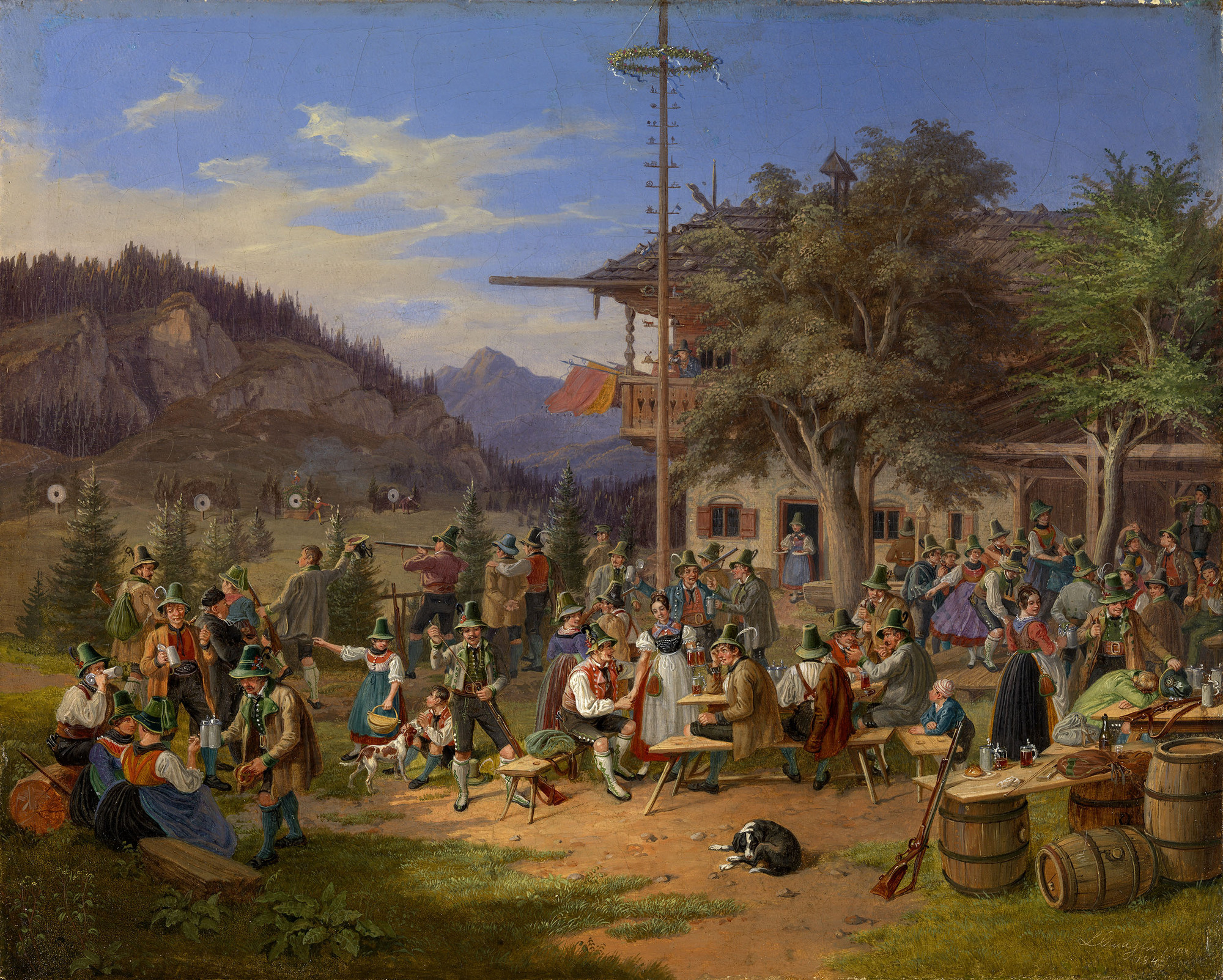
Тирольский праздник. 1845. Холст, масло. Королевская коллекция, Великобритания
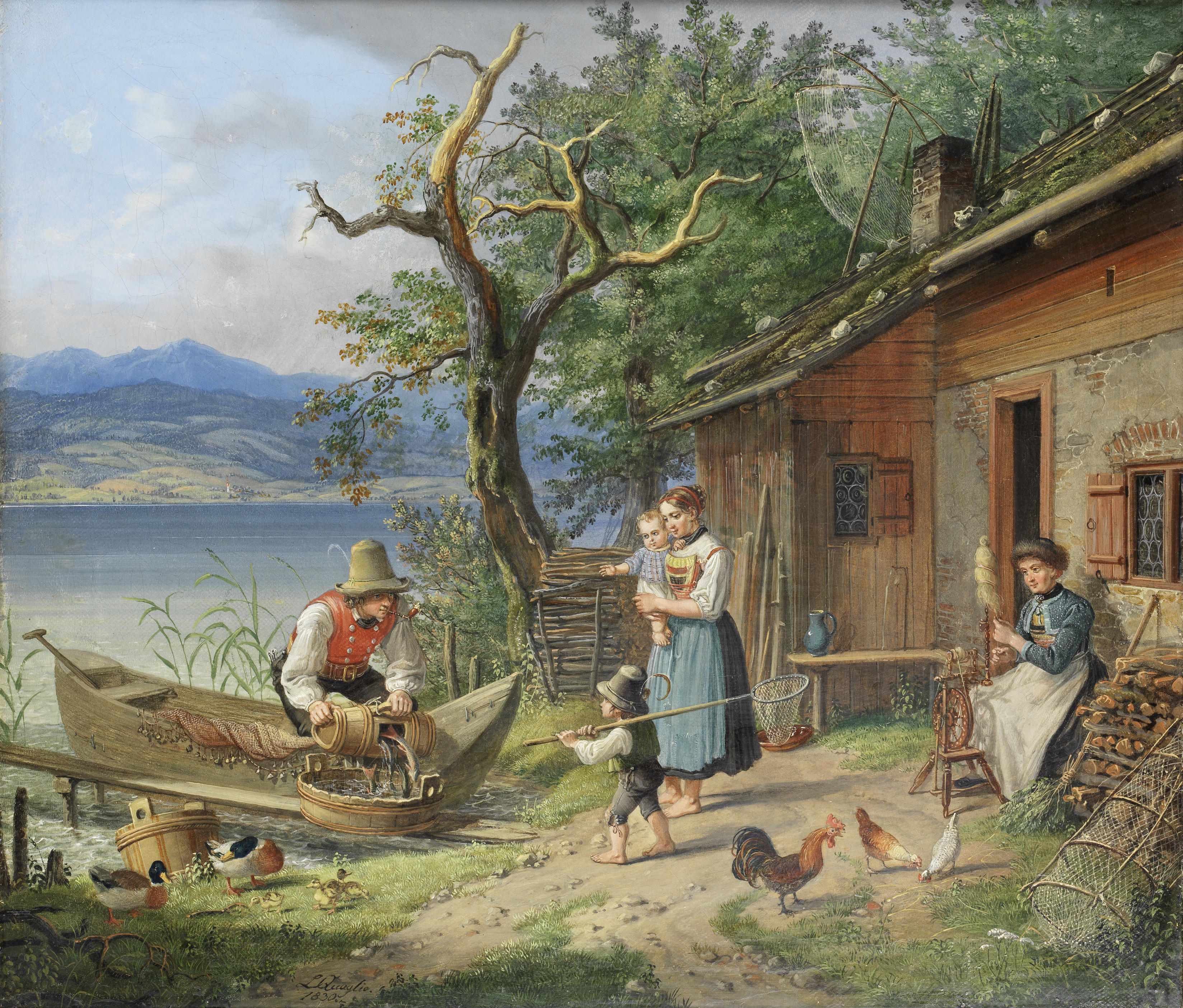
Выгрузка улова. 1830. Холст, масло. Частное собрание
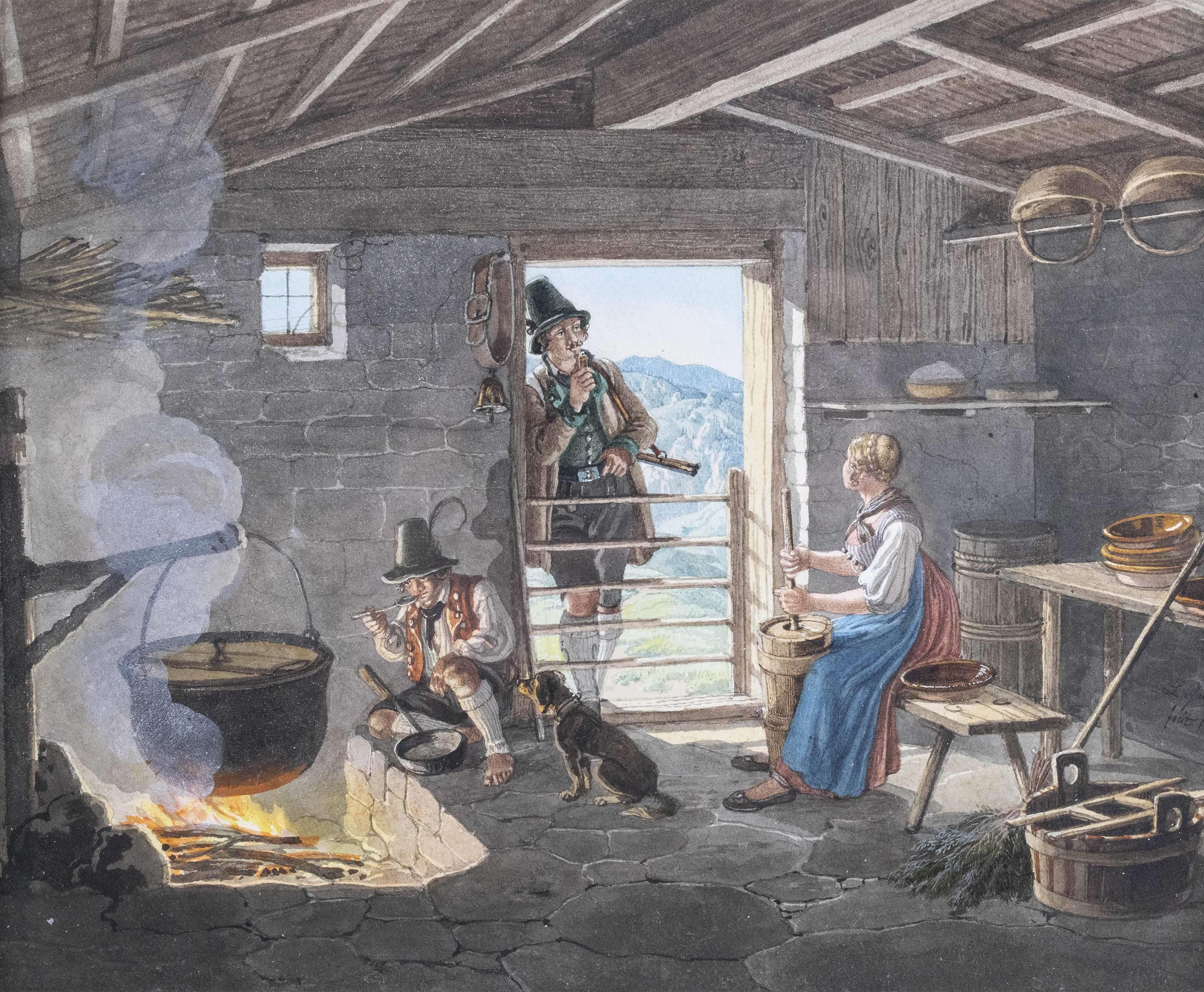
Визит охотника в альпийскую хижину. 1837. Бумага, акварель, гуашь. Частное собрание
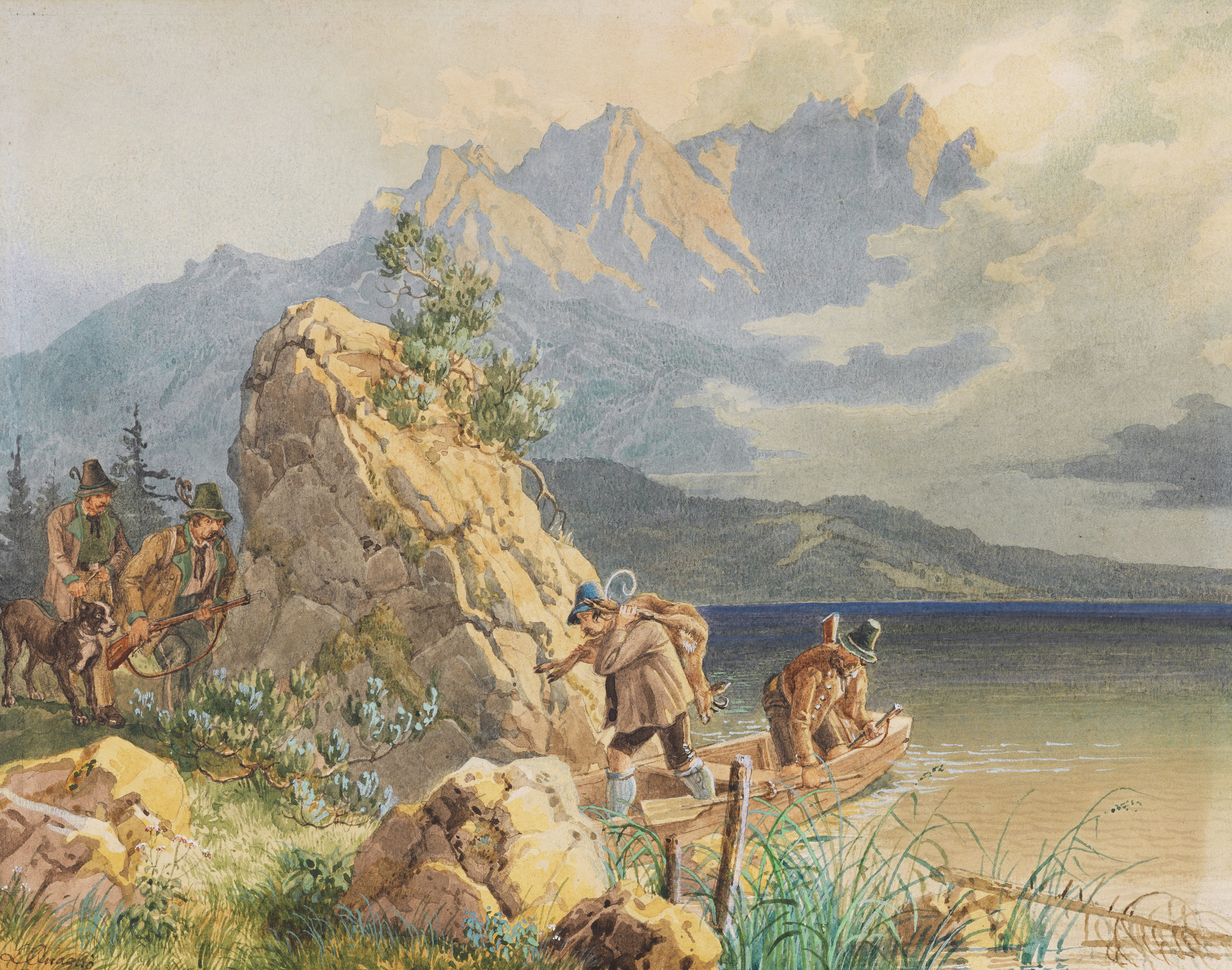
Охотники и браконьеры на Айбзее возле Цугшпитце. 1851. Бумага, акварель, гуашь. Частное собрание
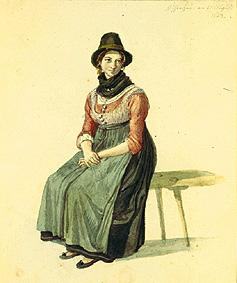
Молодая крестьянка из Фишбахау. Хромолитография